# Roadrunner

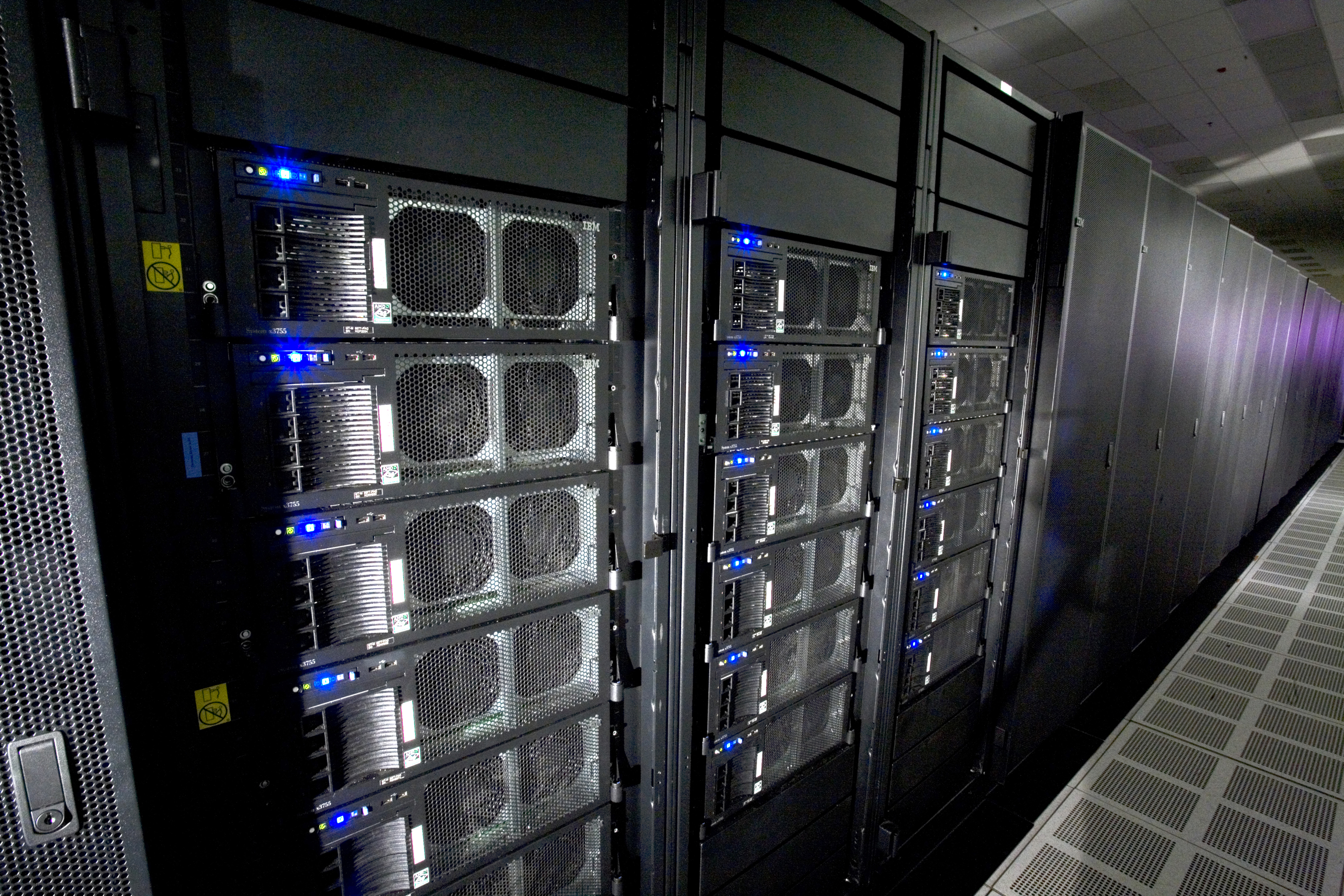
ロードランナーの一部

Roadrunner（ロードランナー）とは、アメリカ合衆国エネルギー省が保有した、ニューメキシコ州のロスアラモス国立研究所に設置されたスーパーコンピューターの一つ。2008年に設置され、2008年6月から2009年6月までのTOP500ランキングで1位となり、2013年3月に撤去された。

## 概要
米エネルギー省は、備蓄している核兵器を安全・確実に保持する核兵器保全管理計画を進めるため、核兵器の安全性・信頼性評価シミュレーションを目的としてRoadrunnerの建設に着手した。その他にも、天文学、遺伝子、気候変動の解析なども利用目的とした。
Roadrunnerは、1億3300万アメリカ合衆国ドル（2009年末の円-ドル外国為替相場の換算で118億円程度）でピーク性能1.7PFLOPSを目標に設計され、IBMによって構築された。2008年6月のTOP500ランキングで、2位の「Blue Gene/L」（478.2TFLOPS）を大きく引き離す1.026PFLOPSを記録し、最初に1PFLOPSを超える性能を実現した。その後、2009年6月までTOP500ランキングにおいて1位となったが、2009年11月のランキングでJaguarに抜かれて2位となった。
Roadrunnerはプロセッサに、1.8GHzデュアルコアOpteron6,912個と、浮動小数点演算を強化したCell/B.E.アーキテクチャのプロセッサPowerXCell 8i 12,960個を搭載した。TOP500で使用するLINPACKを動作させられるコンピュータとしては、世界で初めて1PFLOPSに到達したコンピューターとなった。

## 歴史
Roadrunnerは、三つのフェーズを経て段階的に構築され、性能を向上していった。
第一段階として、2002年に稼働を開始したロスアラモス国立研究所の既存システム ASCI Q の置き換えを目的として、Opteronプロセッサのみを用いたクラスタを構築した。
第二段階でCellプロセッサを搭載したIBM BladeCenter QS20を追加して予備評価を行った後、2008年に最終段階としてOpteronとPowerXCellの本格的なハイブリッドシステムを構築し、2008年6月に発表された第31回Top500リストにて1.026PFLOPSの性能を示した。

## 構成
Roadrunnerは、異なるアーキテクチャであるPowerXCellとOpteronの構成を採用した。
- Opteron 2210, (1.8 GHz)
- PowerXCell 8i, (3.2 GHz)(PPE+8SPE)

またオペレーティングシステムには、Red Hat Enterprise LinuxおよびFedoraを採用した。

## 参照
1. ↑  End of the road for Roadrunner
2. ↑  “Opteron搭載JaguarがRoadrunnerを抜きTOP500の1位に”.  Impress Watch. 2009年11月16日閲覧。
3. ↑  “ペタFLOPS”にスパコンが突入 理論性能は世界一のIBM BlueGene/L×3
4. ↑  スパコンTOP500、1ペタ超のIBM「Roadrunner」が1位
5. ↑  “Roadrunner Tutorial An Introduction to Roadrunner and the Cell Processor”. pp. 4 (2008年2月7日). 2008年12月14日閲覧。
6. ↑  Top500.org. “ASCI Q - AlphaServer 1.25 GHz”. 2008年12月14日閲覧。
7. ↑  “Roadrunner”. 2008年12月14日閲覧。